# Лебяжье (станция)
Лебя́жье — станция Октябрьской железной дороги на линии Санкт-Петербург — Калище в посёлке городского типа Лебяжье Ломоносовского района Ленинградской области. От станции отходит ветка на Краснофлотск, по которой с 11 января 2011 года прекращено движение электропоездов.